# Тафоне
Taфоне је полукружно удубљење на стени које се образује под утицајем воде, соли, ветра и Сунчевих зрака, најчешће у приобалним пределима.

## Порекло назива ,,тафоне“
Тафоне је у целом свету назив за  структуру која настаје када од неке велике стене остане само танка љуска. Због тога се  сматра да је изведен од корзиканске речи "тафонаре" што значи издубити. 

## Где се тафони налазе?
Настају независно од типа климе и могу се наћи по целом свету. Међутим, највише их има у oним областима које обилују сољу или приобалним местима. Типови стена на којима се они могу уочити су силицијумске стене, пешчаник и гранит. Најупечатљивији тафони се налазе на северозападу Корзике где се планине простиру чак до обале.

## Како тафони настају?
Гранит је крупнозрнаста стена која је изграђена од различитих минерала. Уколико кроз танке пукотине у стени продре влага, јони водоника реагују са кристалном решетком минерала и раскидају одређене везе што доводи до постепеног круњења саме стене у њеном центру (основи).  
Научници су дуго времена покушавали да открију зашто се унутрашњост гранитног блока распада, док је спољашњи омотач у другу руку нетакнут. Тврди омотач тафона на површини издубљене стене је црносмеђе боје и дебео је највише 1 мм. Захваљујући овом омотачу уочава се који су се хемијски процеси догодили. Простије речено, вода продире кроз ситне пукотине у гранит и ослобађа одређене супстанце из минерала. Када се стена под дејством сунчеве светлости загреје, ове супстанце заједно са водом избијају на површину. Вода у међувремену испари а оксиди гвожђа и мангана споља облажу стену, услед чега у њу продире више влаге, и сео процес се циклично одиграва док на крају не настане права шупљина.
Такође постоје и тафони који немају тврди омотач и ту се разглагање одиграва услед таложења соли. Тада вода која продире у стену у себи има со пореклом из влажног ваздуха или морске пене. Сушењем морске соли и њеним поновним влажењем она се шири за неких 30-100% и тиме врши велики притисак на стену чиме се стварају пукотине које опет ступају у додир са влагом и долази до круњења стене изнутра.
У последњем стадијуму овог процеса вода испира измрвљене комаде стене или их односи ветар кроз отворе на површини. Временом остаје само спољни слој, односно тврди омотач.

### Класификација тафона
Тафони се могу различито класификовати у зависноти од тога шта се ставља у фокус, те постоје поделе према величини или запремини (велики и мали тафони), морфологији (широко заобљени или ћелијски тафони) и локацији (нпр. на литицама или подножју громада). 